# Eugenysa martae
Eugenysa martae là một loài bọ cánh cứng trong họ Chrysomelidae. Loài này được Borowiec miêu tả khoa học năm 1987.